# Wipperdorf
Wipperdorf är en ortsteil i staden Bleicherode i Landkreis Nordhausen i förbundslandet Thüringen i Tyskland. Wipperdorf var en kommun fram till den 1 januari 2019 när den uppgick i Bleicherode . Wipperdorf hade 88 invånare 2018.